# پارک ملی چوبو-سنگاکو
پارک ملی چوبو-سنگاکو (به لاتین: Chūbu-Sangaku National Park) یک پارک ملی و منطقهٔ مسکونی در ژاپن است که در Honshū, Japan واقع شده‌است.